# Орловка (станция)
Орловка — станция Волгоградского отделения Приволжской железной дороги. Расположена в  Городищенском районе Волгоградской области. При станции одноимённый населённый пункт.